# كالوم روبرتسون
كالوم روبرتسون (بالإنجليزية: Callum Robertson)‏ (12 يوليو 1996 في المملكة المتحدة - ) هو لاعب كرة قدم بريطاني في مركز الهجوم. لعب مع ريث روفرز.

## وصلات خارجية
- كالوم روبرتسون على موقع قاعدة بيانات كرة القدم.إي يو (الإنجليزية)
- كالوم روبرتسون على موقع Soccerway.com (الإنجليزية)